# 울산광역시농업기술센터
울산광역시농업기술센터(蔚山廣域市農業技術센터, Ulsan Agricultural Technology Center)는 울산광역시의 농업기술개발 및 보급, 농업발전에 관한 사무를 관장하기 위해 울산광역시청 산하에 설치된 직속기관이다.
센터장은 지방농촌지도관으로 보한다.

## 연혁
- 1957년 10월 3일: 울산군농사교도소 설치
- 1962년 4월 1일: 울산군농촌지도소로 변경
- 1962년 6월 1일: 울산시농촌지도소와 울주군농촌지도소로 분리
- 1995년 1월 1일: 울산시농촌지도소로 통폐합
- 1997년 7월 15일: 울산광역시농촌지도소로 변경
- 1998년 8월 26일: 울산광역시농업기술센터로 변경

## 조직
소장
- 농업지원과
- 도시농업과